# Dominic West

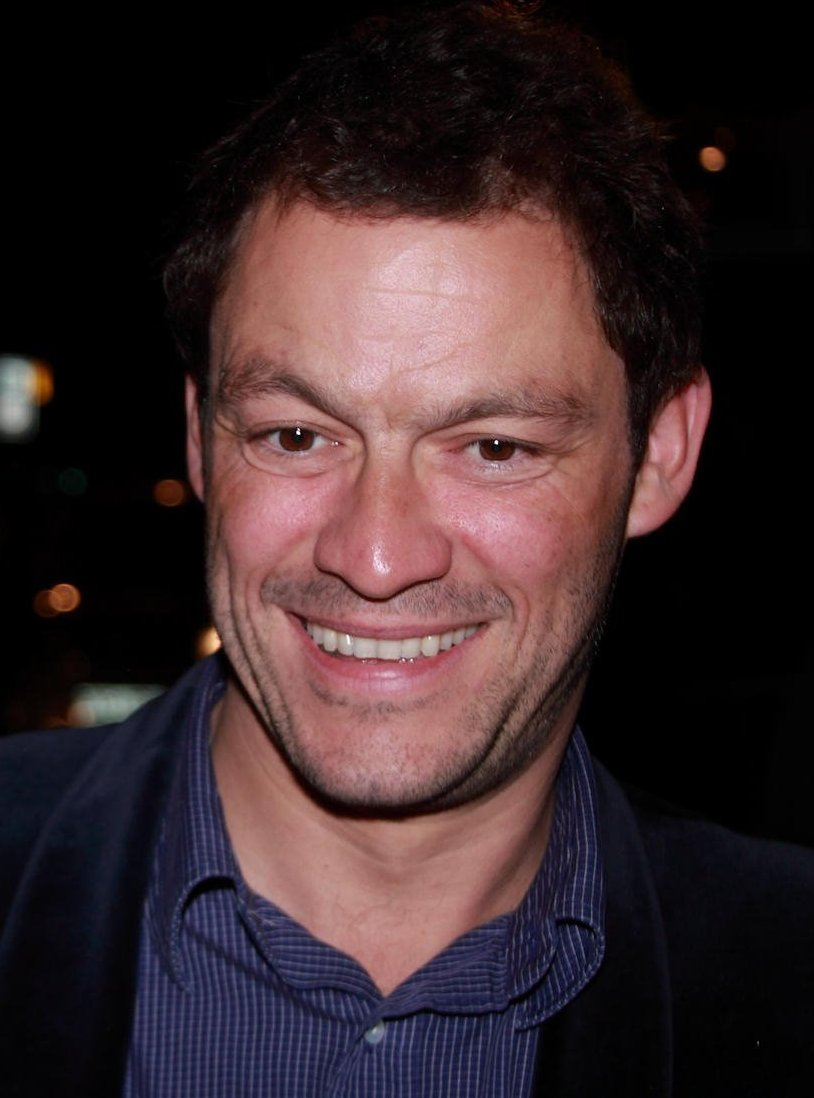
Dominic West (2011)

Dominic West (* 15. Oktober 1969 in Sheffield, Yorkshire, England) ist ein britischer Film- und Theaterschauspieler.

## Leben
Dominic West wuchs in einer Großfamilie auf, er hat fünf Schwestern und einen Bruder. Sein Vater ist CEO einer Plastik produzierenden Firma, seine Mutter Hausfrau mit Liebe zum Theater.
Wests Karriere begann im Alter von neun Jahren mit Auftritten im Schultheater. Dennoch konzentrierte er sich zunächst auf die Schule und eine Ausbildung. So besuchte er das bekannte Eton College. Nach seinem Abschluss versuchte sich West 1988 vier Monate lang als Viehhüter in Argentinien, um sich neu zu orientieren. Danach begann er am Trinity College in Dublin zu studieren. Sein Studium schloss er 1993 mit einem Bachelor of Arts in Englischer Literatur ab.
Bereits 1991 gab West sein Filmdebüt im Kurzfilm 3 Joes. Seine Erfahrungen veranlassten ihn, die Guildhall School of Music and Drama zu besuchen, von der er 1995 abging.
Seit diesem Zeitpunkt konnte West in zahlreichen Filmproduktionen überzeugen, aber auch das Nationaltheater in London wurde auf West aufmerksam, der im Mai 2006 in einem Stück von Harley Granville-Barker zu sehen war.
Von 2002 bis 2008 stand er für die in den Vereinigten Staaten produzierte Fernsehserie The Wire vor der Kamera. 2008 gab er mit der Inszenierung einer Folge sein Regiedebüt. Zwei Jahre später führte er noch Regie bei einer Folge der Serie Moving On.
Für den zweiteiligen britischen Fernsehfilm Die Vertraute des Mörders (Appropriate Adult) erhielt West im Jahr 2012 einen BAFTA-Award als bester Hauptdarsteller, für die Rolle des Serienmörders Frederick West.
Dominic West hat mit seiner früheren Freundin Polly Astor eine Tochter (* 2003).

## Filmografie (Auswahl)
- 1995: Richard III. (Richard III)
- 1996: Mein Mann Picasso (Surviving Picasso)
- 1999: Star Wars: Episode I – Die dunkle Bedrohung (Star Wars: Episode I – The Phantom Menace)
- 1999: Ein Sommernachtstraum (A Midsummer Night’s Dream)
- 1999: A Christmas Carol – Die Nacht vor Weihnachten (A Christmas Carol)
- 2000: 28 Tage (28 Days)
- 2001: Rock Star
- 2002: Chicago
- 2003: Mona Lisas Lächeln (Mona Lisa Smile)
- 2004: Die Vergessenen (The Forgotten)
- 2006: 300
- 2007: Hannibal Rising – Wie alles begann (Hannibal Rising)
- 2008: Punisher: War Zone
- 2008: Die Mätresse des Teufels (The Devils Whore, Miniserie)
- 2002–2008: The Wire (Fernsehserie)
- 2009: From Time to Time
- 2010: Centurion
- 2011: The Awakening
- 2011: Die Vertraute des Mörders (Appropriate Adult, Fernsehminiserie, 2 Episoden)
- 2011: Johnny English – Jetzt erst recht! (Johnny English Reborn)
- 2011–2012: The Hour (Fernsehserie)
- 2012: John Carter – Zwischen zwei Welten (John Carter)
- 2013: Burton & Taylor (Fernsehfilm)
- 2014: Pride
- 2014: Testament of Youth
- 2014–2019: The Affair (Fernsehserie, 49 Folgen)
- 2016: Genius – Die tausend Seiten einer Freundschaft (Genius)
- 2016: Money Monster
- 2016: Findet Dorie (Finding Dory, Stimme von Rudder)
- 2017: The Square
- 2018: Tomb Raider
- 2018: Colette
- 2018: Les Misérables (Miniserie)
- 2019: Brassic (Fernsehserie, 5 Folgen)
- 2020: Stateless (Fernsehserie, 6 Folgen)
- 2021: The Pursuit of Love (Miniserie, 3 Folgen)
- 2022: Downton Abbey II: Eine neue Ära (Downton Abbey: A New Era)
- 2022–2023: The Crown (Fernsehserie)
- seit 2022: SAS: Rogue Heroes (Fernsehserie)

## Auszeichnungen
Neben einer Broadcast-Film-Critics-Association-Award- und einer Screen-Actors-Guild-Award-Auszeichnung war West für seine Performance in Chicago auch für einen Phoenix Film Critics Society Award nominiert.